# Gran Premi Bernard Dadié
El Gran Premi Bernard Dadié de literatura a Costa d'Ivori des del 2014, guardona "els principals escriptors que donen sentit i energia a les lletres nacionals". Creat pel Ministeri de Cultura de Costa d'Ivori i la Francofonia, només està obert a les obres individuals. Té com a finalitat, d'una banda, promoure els llibres i la lectura i, d'altra banda, encoratjar la creació literària. Aquest gran premi nacional, amb un trofeu i una suma d'un milió de francs CFA, es concedeix al Saló Internacional del Llibre d'Abidjan (SILA).

## Organització
L'organització de les competicions i cerimònies relacionades amb aquest premi es confia a Akwaba Culture, una associació ivoriana.

## Evolució
Inicialment, el Gran Premi Nacional de Literatura, es va convertir en el Gran Premi Nacional de Literatura Bernard Dadié per retre homenatge a l'escriptor homònim.

## Guanyadors
- 2014: Charles Nokan amb Tel que je suis[2]
- 2016: Véronique Tadjo amb Nelson Mandela : non à l'apartheid[3]
- 2017: Josué Guébo amb Aux chemins de Babo Naki'[4]